# Ibrahim Index of African Governance
| ■ 100 | ■ 75 | ■ 50      |
| ■ 25  | ■ 0  | ■ no data |

Scores op de Ibrahim Index of African Governance in het rapport uit 2013

De Ibrahim Index of African Governance (IIAG) is sedert 2007 een jaarlijkse evaluatie van de bestuurskwaliteit of governance in Afrikaanse landen. De IIAG-index wordt opgesteld door de Mo Ibrahim Foundation, en is samengesteld uit meer dan 100 variabelen, afkomstig van meer dan 30 onafhankelijke Afrikaanse en internationale instellingen. Het is de meest uitgebreide studie naar governance in Afrika.
De index biedt burgers, overheden, instellingen en bedrijven een referentiekader om in heel Afrika de overheidsdiensten en –beleid betrouwbaar in te schatten. 
De Foundation definieert governance als “het geheel van politieke, sociale en economische goederen en diensten die de staat behoort te leveren aan zijn burgers, en die de burgers van een staat mogen verwachten”. De index meet de vooruitgang in vier grote categorieën: Veiligheid & Rechtsstaat, Participatie & Mensenrechten, Duurzame Economische Kansen, en Menselijke Ontwikkeling. Binnen deze categorieën worden gegevens verzameld over allerhande publieke elementen, gaande van infrastructuur tot vrije meningsuiting, hygiëne en eigendomsrechten.
Met deze index kunnen vergelijkingen opgesteld worden op nationaal, regionaal en pan-Afrikaanse niveau. De scores en ranglijsten zijn beschikbaar vanaf het jaar 2000, zodat ook trends kunnen onderzocht worden. Alle gebruikte gegevens zijn vrij toegankelijk, en worden transparant gepubliceerd, samen met een uitgebreide methodologie.

## Indicatoren
De ruim 100 indicatoren zijn gegroepeerd in 4 hoofdcategorieën.

### Veiligheid & Wettelijkheid
- Rechtsstaat, met onder meer de rechtspraak, onafhankelijkheid van de rechtspraak, strafrecht, machtsafwending  en eigendomsrechten.
- Verantwoording, met onder meer de graad van corruptie en transparantie bij de overheid en in de landbouwsector, vervolging van machtsmisbruik en misbruik van overheidsgeld.
- Veiligheid, met onder meer de mate van politieke vervolging, sociale onrust, persoonlijke veiligheid, betrouwbaarheid van de politie, geweldmisdrijven en mensenhandel.
- Binnenlandse veiligheid, met onder meer grensconflicten en oorlogen, burgeroorlog, politieke vluchtelingen en binnenlandse vluchtelingen.

### Participatie & Mensenrechten
- Participatie, met onder meer de mate van vrije verkiezingen, en de effectieve deelname aan het bestuur.
- Rechten, met onder meer mensenrechten, politieke rechten, syndicale rechten, vrije meningsuiting, vrijheid van vergaderen en burgerlijke rechten.
- Gender, met onder meer gendergelijkheid, gelijke toegang tot onderwijs, participatiegraad van vrouwen in de werkgelegenheid, vrouwen in de landbouw, vrouwelijke parlementsleden, vrouwenrechten en geweld tegen vrouwen.

### Duurzame Economische Kansen
- Overheidsmanagement, met onder meer statistische instituten, de overheidsadministratie, inflatie, diversificatie, financiële reserves, begrotingsbeleid, belastingstelsels en belastinginvordering, schuldenratio, gezondheid van het bankwezen.
- Bedrijfsklimaat, met onder meer concurrentievermogen, investeringsklimaat, investeringsklimaat in de landbouw, bureaucratie en “red tape”, en douaneprocedures.
- Infrastructuur, met onder meer elektriciteitsnet, wegen en spoorwegen, luchtverkeer, telefoon en IT-communicatie en digitale connectiviteit.
- Landbouwsector, met onder meer budgetten voor plattelandsontwikkeling, landbouwonderzoek, landbouwmarkten, beleid en wetgeving rond boerenorganisaties, dialoog met de boerenorganisaties, en kosten van het landbouwbeleid.

### Menselijke Ontwikkeling
- Welzijn, met onder meer welzijnsbeleid, sociale bescherming en veiligheid op het werk, sociale uitsluiting, rechtvaardig gebruik van publieke bronnen, toegang tot water en sanitair, milieubeleid en duurzaamheid van het milieu.
- Gezondheid, met onder meer moedersterfte, kindersterfte, immunisatie (mazelen en DKPT), aids, besmettelijke ziekten (malaria & TB) en ondervoeding.
- Onderwijs, met onder meer het onderwijssysteem, het aantal leerlingen per leerkracht en drop-out in het basisonderwijs, overgang naar het secundair onderwijs, hoger onderwijs en Geletterdheid.

## Gebruik
De index, die jaarlijks wordt gepubliceerd, is een kritisch instrument voor burgers en instellingen, en wordt als zodanig ook ruim in de pers vermeld.
Afrikaanse onderzoekers twijfelen soms wel aan het effect van de index in de sociale en politieke praktijk in Afrika, precies vanwege het ontbreken van een sterke civiele maatschappij. Vooral het uitreiken van prijzen door de Mo Ibrahim Foundation wordt weleens een trofeeënjacht genoemd.
Statistici stellen zich vragen bij enkele anomalieën in de index. Zo stond bijvoorbeeld Gabon zeer hoog in de ranking, als gevolg van behoorlijke cijfers inzake menselijke ontwikkeling, ondanks povere politieke resultaten. In 2014 was de politieke participatie in Nigeria een statistisch vraagteken. 
Critici stellen ook vast dat de index helaas niet altijd wijst op vooruitgang: vooral op het stuk van rechtsstaat en politieke participatie worden soms stappen teruggezet